# Entephria nigricans
Entephria nigricans là một loài bướm đêm trong họ Geometridae.